# 22. јун
22. јун (22.6.) је 173. дан године по грегоријанском календару (174. у преступној години). До краја године има још 192 дана.

## Догађаји
- 217. п. н. е. — Птолемеј IV Филопатор је поразио селеукидског краља Антиоха Великог у бици код Рафије.
- 168. п. н. е. — Римљани под заповедништво Луција Емилија Паула су поразили код Пидне македонског краља Персеја, који се предао након битке и тиме окончао Трећи македонски рат.
- 1533 — Турски султан Сулејман I Величанствени са Аустријом потписао уговор о миру, после другог неуспешног похода на Беч.
- 1593 — Аустријска војска је нанела тежак пораз Османском царству у бици код Сиска.
- 1815 — После пораза код Ватерлоа Наполеон Бонапарта абдицирао и други пут.
- 1826 — У Панами, на иницијативу јужноамеричког револуционара Симона Боливара, одржан Панамерички конгрес, у циљу уједињења јужноамеричких република.
- 1874 — Успостављена прва телеграфска веза Бразила и Европе.
- 1894 — Афричка држава Дахомеј, Бенин, постала француска колонија.
- 1914 — Српски краљ Петар Карађорђевић повукао се са власти, а краљевска овлашћења добио његов други син Александар, који је 1. децембра 1918. постао регент Краљевине Срба, Хрвата и Словенаца, а краљ после смрти оца, 1921.
- 1940 — Француска у Другом светском рату потписала капитулацију у Компјењу, месту у којем је француски маршал Фердинанд Фош 1918. примио капитулацију Немачке после Првог светског рата. Генерал Шарл де Гол у Лондону образовао владу Слободне Француске.
- 1941 —
  - Почела операција Барбароса, у Другом светском рату, у којој су Хитлерове трупе с више од 150 дивизија напале СССР дуж целе граничне линије између Балтичког и Црног мора. Италија и Румунија објавиле рат СССР.
  - Централни комитет Комунистичке партије Југославије упутио проглас у којем је позвао народе Југославије на устанак против немачке окупације.
- 1944 — СССР је покренуо операцију Багратион против немачке армијске групе Центар.
- 1945 — Окончана је битка за Окинаву победом Американаца.
- 1965 — Јапан и Јужна Кореја у Токију потписали споразум о успостављању дипломатских односа.
- 1965 — Дијего Армандо Марадона је у четвртфиналу Светског првенства 1986. против Енглеске постигао гол руком и гол који је касније проглашен голом столећа.
- 1994 — Представници Русије у седишту НАТО у Бриселу потписали приступницу Партнерству за мир.
- 2000 — Свемирска летелица САД „Марсов осматрач“ открила назнаке о постојању воде на Марсу.
- 2001 —
  - Немачка почела исплату ратне одштете људима које је нацистичка власт током Другог светског рата држала на принудном раду.
  - Уставни суд Турске забранио рад главној опозиционој происламској Партији врлине, која је у Парламенту имала 102 посланика, због њене антисекуларне активности. Месец дана касније половина посланика те партије основала нову странку Саадет.
- 2003 —
  - У оквиру своје друге посете Босни и Херцеговини поглавар Римокатоличке цркве Јован Павле II први пут је посетио Републику Српску.
  - Током државне посете Лондону председник Русије Владимир Путин био и званичан гост Бакингемске палате, што је први пут после 1874, када је на двору био руски цар Александар II. Британски двор држао замрзнуте односе с Москвом у знак протеста што су бољшевици 1918. убили руског цара Николаја II.
  - Премијер Индије Атал Бехари Ваџпаји допутовао у званичну посету Пекингу. То је прва посета једног премијера Индије Кини за последњих 10 година.

## Рођења
- 1757 — Џорџ Ванкувер, британски истраживач. (прем. 1798)[1]
- 1805 — Ђузепе Мацини, италијански политичар и револуционар, оснивач организације Млада Италија. (прем. 1872)[2]
- 1826 — Богобој Атанацковић, српски књижевник и адвокат. (прем. 1858)[3][4]
- 1892 — Жак Конфино, лекар и писац. (прем. 1975)[5]
- 1897 — Норберт Елијас, немачки социолог. (прем. 1990)[6]
- 1898 — Ерих Марија Ремарк, немачки писац. (прем. 1970)[7]
- 1898 — Зенон Косидовски, пољски писац, есејиста и песник. (прем. 1978)
- 1906 — Били Вајлдер, америчко-аустријски сценариста, продуцент и редитељ. (прем. 2002)[8]
- 1936 — Крис Кристоферсон, амерички музичар и глумац. (прем. 2024)[9]
- 1941 — Мајкл Лернер, амерички глумац. (прем. 2023)[10]
- 1943 — Мајкл Костерлиц, британско-амерички физичар, добитник Нобелове награде за физику (2016).[11]
- 1944 — Жерар Муру, француски научник, пионир на пољу електротехнике и ласера, добитник Нобелове награде за физику (2018).[12]
- 1947 — Пит Маравић, амерички кошаркаш. (прем. 1988)[13]
- 1949 — Мерил Стрип, америчка глумица.[14]
- 1952 — Грејам Грин, канадски глумац.[15]
- 1953 — Синди Лопер, америчка музичарка и глумица.[16]
- 1958 — Брус Кембел, амерички глумац, продуцент, писац и редитељ[17]
- 1962 — Клајд Дрекслер, амерички кошаркаш.[18]
- 1964 — Ден Браун, амерички писац.[19]
- 1966 — Горан Касум, српски рвач.[20]
- 1966 — Емануел Сење, француска глумица, музичарка и модел.[21]
- 1968 — Миодраг Божовић, црногорски фудбалер и фудбалски тренер.[22]
- 1970 — Растко Цветковић, српски кошаркаш.[23]
- 1971 — Мери Лин Рајскуб, америчка глумица.[24]
- 1975 — Андреас Кледен, немачки бициклиста.[25]
- 1982 — Хамад ел Монташари, фудбалер из Саудијске Арабије.[26]
- 1984 — Јанко Типсаревић, српски тенисер.[27]
- 1985 — Софоклис Схорцијанитис, грчко-камерунски кошаркаш.[28]
- 1988 — Омри Каспи, израелски кошаркаш.[29]
- 1989 — Зоран Драгић, словеначки кошаркаш.[30]
- 1989 — Вилијам Мозли, амерички кошаркаш.[31]
- 1995 — Сара Колак, хрватска атлетичарка.[32]

## Смрти
- 1535 — Џон Фишер, енглески кардинал.[33]
- 1969 — Џуди Гарланд, америчка глумица и певачица. (рођ. 1922)[34]
- 1987 — Фред Астер, амерички филмски глумац и играч. (рођ. 1899)[35]
- 1990 — Иља Михајлович Франк, совјетски физичар. (рођ. 1908)[36]
- 2017 — Богољуб Митић, српски глумац и комичар. (рођ. 1968)[37]
- 2017 — Квет Масире, бивши председник Боцване. (рођ. 1925)

## Празници и дани сећања
- Српска православна црква слави:
  - Светог Кирила - архиепископа александријског
  - Светог Кирила Бјелозерског
- Летња дугодневица